# 張羽 (弘治乙丑進士)
張羽（1470年—1533年），字伯翔，号中梁，陝西漢中府南鄭縣人，明朝政治人物。

## 生平
弘治十一年（1498年）戊午科陝西鄉試第三十二名舉人。弘治十八年（1505年）中式乙丑科會試第一百九十七名，三甲第九十二名進士。初任行人司行人，正德六年十二月选授四川道試監察御史，十一年巡按山东，弹劾山东左布政使陈一经衰老废事，令致仕，又弹劾山东按察司佥事牛鸾，使其降职。后出任廣平府知府，创建漳川书院，調河間府知府，超升山西布政使司右参政。嘉靖四年（1525年）四月升江西按察使，晋貴州左布政使。八年（1529年）九月升南京太仆寺卿，十月升南京大理寺卿，十年闰六月升南京工部右侍郎，卒年六十四。十五年六月賜祭葬。

## 家族
曾祖張威；祖父張寧；父張廣，知縣。母鄧氏；繼母楊氏。具庆下。